# Sergeac
Sergeac là một xã, nằm ở tỉnh Dordogne vùng Aquitaine của Pháp. Xã này có diện tích 10,71 km², dân số năm 2004 là 182 người. Xã nằm ở khu vực có độ cao trung bình 70 m trên mực nước biển.

## Hành chính
| Danh sách các xã trưởng                |             |                     |                  |          |
| Giai đoạn                              | Giai đoạn   | Tên                 | Đảng             | Tư cách  |
| 1995                                   | đương nhiệm | Jean-Pierre Lagarde | không chính thức | nông dân |
| Tất cả các dữ liệu trước đây không rõ. |             |                     |                  |          |

## Thông tin nhân khẩu
| Năm    | 1962 | 1968 | 1975 | 1982 | 1990 | 1999 | 2004 |
| ------ | ---- | ---- | ---- | ---- | ---- | ---- | ---- |
| Dân số | 169  | 137  | 142  | 133  | 156  | 172  | 182  |